# Нікколо д'Есте (1438—1476)
Нікколо д'Есте (італ. Niccolò d'Este; 20 серпня 1438 — 4 вересня 1476) — італійський шляхтич. Представник Естенського дому. Народився у Феррарі, Італія. Син феррарського маркіза Леонелло д'Есте і Маргарити Гонзаги. Після смерті батька був позбавлений батьківських титулів і спадщини: 1450 року вони перейшли до його дядька-маркіза, феррарського герцога Борсо д'Есте, а 1471 року — до іншого дядька, феррарського герцога Ерколе I д'Есте. Останній кілька разів намагався отруїти Нікколо як небезпечного претендента на володіння Феррарою. 1476 року, за підтримки материнського дому Гонзагів підняв повстання проти Ерколе I, прагнучи повернути собі батькові титули і спадок. Безуспішно намагався залучити мешканців Феррари на свій бік. Розбитий і захоплений дядьком біля Бондено. Страчений через відрубання голови у дворі феррарського замку. Похований з почестями у Феррарський церкві святого Франциска.

## Сім'я
- Батько: Леонелло д'Есте (1407—1450), маркіз феррарський, моденський і реджоський (1441—1450).
- Дядьки: 
  - Борсо д'Есте (1413—1471), маркіз феррарський (1450—1471), моденський і реджоський (1450—1452); герцог моденський і реджоський (1452—1471); герцог феррарський (1471).
  - Ерколе I д'Есте (1431—1505), герцог феррарський, моденський і реджоський (1471—1505).